# Transdev Vulaines
 (novembre 2020).
Si vous disposez d'ouvrages ou d'articles de référence ou si vous connaissez des sites web de qualité traitant du thème abordé ici, merci de compléter l'article en donnant les références utiles à sa vérifiabilité et en les liant à la section « Notes et références ».
 (mars 2015).
 (28 mars 2024).
Transdev Vulaines est un exploitant de réseau d'autocars de Seine-et-Marne, appartenant au groupe Transdev. Il assure un service de transports au sud de la Seine-et-Marne
Il exploite quatre réseaux de bus : Aérial, Comète, Seine-et-Marne Express et Vulaines.

## Histoire

### Ouverture à la concurrence
En raison de l'ouverture à la concurrence des réseaux d'autobus en Île-de-France, le réseau de bus Fontainebleau - Moret est créé le 1er août 2023, correspondant à la délégation de service public numéro 16 établie par Île-de-France Mobilités. Un appel d'offres a donc été lancé par l'autorité organisatrice afin de désigner une entreprise qui exploitera le réseau pour une durée de cinq ans. C'est finalement Transdev, via sa filiale Transdev Pays de Fontainebleau, qui a été désigné lors du conseil d'administration du 7 décembre 2022.
À la date de son ouverture à la concurrence, le réseau se composait des lignes 1, 2, 3, 4, 5, 6, 8, 9, 111 et 112 du réseau de bus Aérial exploité par Transdev Vulaines, des lignes 184.001, 184.003, 184.008, 184.013, 184.014 (R'Bulle) du réseau de bus Les Cars Bleus, des lignes 202, 203, 204, 205, 206, 207, 208, 209, 210, 211 du réseau de bus Comète, des lignes 9, 14, 20, 21, 23, 113, 114 et 115 de Transdev Saint-Fargeau-Ponthierry et des lignes 40, 41, 42, 43, 44, 45 du réseau de bus de Vulaines. Le contrat comprend également la ligne N132 du réseau nocturne Noctilien, exploitée auparavant par Keolis Seine Val-de-Marne pour le compte de SNCF Transilien, et la nouvelle ligne N137 du Noctilien.

## Identité visuelle

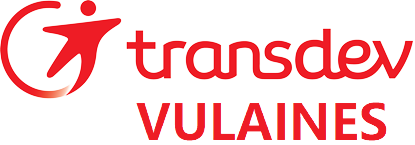
Logotype actuel de Transdev Vulaines.